# Maria Thereza Fraga Rocco
Maria Thereza Fraga Rocco (São Paulo, 24 de maio de 1942 – São Paulo, 30 de outubro de 2018) foi uma professora e pesquisadora brasileira conhecida por seus trabalhos sobre o ensino de literatura, leitura e escrita. Era professora da Universidade de São Paulo e foi diretora da Fundação Universitária para o Vestibular (FUVEST).